# 近藤いね子
近藤 いね子（こんどう いねこ、1911年4月25日 - 2008年11月13日）は、日本の英文学者。津田塾大学名誉教授。旧姓は佐藤 いね子。

## 経歴
神奈川県中郡秦野町（現：秦野市曽屋）出身。父親は第2代秦野町長を務めた佐藤政吉。1944年に近藤正夫（物理学者、学習院大学教授）と結婚し、1950年に一女をもうける。
1924年、東京女子高等師範学校附属高等女学校入学。1929年、女子英字塾本科入学。1932年東北帝国大学英文科に入学し、1935年卒業、文学士。1937年ケンブリッジ大学大学院に入学し、1939年に修了、Master of Letters。帰国後の1941年夏目漱石『こゝろ』を英訳、翌42年にその功績により、第11回岡倉賞を受賞。
1943年まで東京女子高等師範学校助教授を務めた。その後、1948年からは津田塾大学教授を務め、1973年定年退職、津田塾大学名誉教授。退職後も活水女子短期大学教授を務めるなど、英語教育と研究活動に従事した。1975年紺綬褒章を受章。
1952年には、東京文理科大学にて日本人女性としては初めて文学博士の学位を取得した（博士論文題目「Jane Austen : the development of her art」）。
ジェイン・オースティン、ヴァージニア・ウルフなど英国女性作家を研究した。日本の女性学者のさきがけの一人。
2008年、肺炎のため97歳で死去。

## 著書
- 『イギリス小説論』（研究者出版） 1952
- 『英国小説と女流作家 オースティンとウルフ』（研究社選書） 1955

### 共編
- 『フォースター 20世紀英米文学案内』（研究社出版） 1967
- 『小説と社会』（研究社出版） 1973
- 『プログレッシブ 和英中辞典』（高野フミ共編、小学館） 1986

## 翻訳

### 日本語訳
- 『説得』（オースティン、講談社、世界文学全集） 1969[9]、新版1975
- 『ダロウェイ夫人』（ヴァージニア・ウルフ、「著作集」みすず書房） 1980 / 新版「ウルフ・コレクション」1999
- 『存在の瞬間 回想記』（ヴァージニア・ウルフ、出淵敬子共訳、みすず書房） 1983
- 『その年の春に』（スーザン・ヒル、「選集」ヤマダメディカルシェアリング創流社） 2000

### 英訳
- 「心」（夏目漱石） 1941、のち新版 国書刊行会 2018